# Xóchitl Escobedo
Xóchitl Escobedo (Jerez, 17 september 1968) is een voormalig tennisspeelster uit Mexico.
Op de Olympische Zomerspelen van Seoul in 1988 nam ze zowel deel aan het enkelspel en het dubbelspel. In beide categorieën kwam ze niet verder dan de eerste ronde.

## Posities op deWTA-ranglijst
Positie per einde seizoen:
| jaar | rang enkelspel | rang dubbelspel |
| ---- | -------------- | --------------- |
| 1986 | 309            | 321             |
| 1987 | 319            | 409             |
| 1988 | 439            | 271             |
| 1989 | 307            | 592             |
| 1990 | 492            | 423             |
| 1991 | 555            | 244             |
| 1992 | 407            | 229             |
| 1993 | 356            | 257             |
| 1994 | 544            | 716             |
| 1995 | 1034           |                 |

## Privé
Excobedo is getrouwd met de Mexicaans sprinter Eduardo Nava. Hun zoon Emilio Nava is ook professioneel tennisser.